# Giancarlo Tesini
Giancarlo Tesini (ur. 5 lutego 1929 w Bolonii, zm. 22 grudnia 2023 tamże) – włoski polityk, prawnik i działacz sportowy, deputowany i minister.

## Życiorys
Z wykształcenia prawnik. Zaangażował się w działalność polityczną w ramach Chrześcijańskiej Demokracji. Od 1958 do 1975 zasiadał w radzie miejskiej Bolonii. W 1972 został po raz pierwszy wybrany do Izby Deputowanych. Czterokrotnie z powodzeniem ubiegał się o reelekcję, sprawując mandat posła do 1992 w okresie VI, VII, VIII, IX i X kadencji.
W latach 1981–1982 był ministrem bez teki, odpowiadał za badania naukowe i technologię. W latach 1992–1993 pełnił funkcję ministra transportu, wykonując też obowiązki ministra marynarki handlowej.
W latach 1972–1977 przewodniczył Lega Basket, organizacji zarządzającej rozgrywkami koszykarskimi Lega Basket A. Był też prezesem klubu koszykarskiego Fortitudo Bolonia i wiceprezesem krajowej federacji koszykarskiej. W latach 1995–2000 wchodził w skład Krajowej Rady Gospodarki i Pracy (CNEL). Był członkiem rady dyrektorów Ferrovie dello Stato Italiane (1997–2001) i prezesem zrzeszonej w Confindustrii federacji Federtrasporto (1999–2003).